# Rivière Matapédia
Der Fluss Rivière Matapédia ist ein linker Nebenfluss des Flusses Restigouche River (Rivière Ristigouche) in der kanadischen Provinz Québec.

## Flusslauf
Der Fluss entspringt auf der Gaspésie-Halbinsel im See Lac Matapédia. Er fließt in südöstlicher Richtung an der Gemeinde Amqui vorbei und durchfließt den See Lac au Saumon. Bei Causapscal mündet der linke Nebenfluss Rivière Causapscal in den Fluss. Die Rivière Matapédia fließt nun in südsüdwestlicher Richtung und mündet bei Matapédia in den Unterlauf des Restigouche River. Die Flusslänge beträgt 89 km. Das Einzugsgebiet umfasst 3833 km². Der mittlere Abfluss beträgt 71 m³/s. Die Nationalstraße Route 132 verläuft im Tal der Matapédia entlang dem Flusslauf.